# Хавајска ерупција
Хавајска ерупција је тип вуланске ерупције током које лава излази из вулканског канала релативно мирно и у релативно малим количинама. Ове ерупције добиле су назив по Хавајима, где представљају карактеристичне ерупције тамошњих вулкана. Типично, ово су ефузивне ерупције, са базалтним магмама ниског вискозитета, малим садржајем гасова и високом температуром магме. Овај тип ерупције карактеристичан је за места врућих тачака, као што је то случај код вулкана Килауеа, али се могу јавити и близу субдукционих зона, као и близу рифтних зона.
Хавајске ерупције обично започињу формирањем пукотине у земљи, дуж које избија ужарена магма, или се јавља неколико блиско распоређених фонтана магме. Изливена лава може прекрити доводни канал у облику пукотине, и формирати слив лаве. Када се овај тип ерупције дешава из централног вулканског конуса, може се формирати штитасти вулкан малог нагиба страна, као што је то био случај код вулкана Мауна Лоа.

## Петрологија хавајских базалта
Кључни фактор у генерисању хавајске ерупције је базалтна магма и мали проценат растворене воде (мање од једног процента). Што је мањи садржај воде у магми, то је мирнији ток лаве. Скоро сва лава која се излива у хавајским ерупцијама је базалтног састава. Хавајски базалти, који изграђују скоро сва острва, су толеитски базалти. Ове стене су сличне, али нису исте као стене које настају на средњоокеанским гребенима. Базалти који настају на крајњем југоисточном крају вулканског ланца, у подморским ерупцијама, су богати натријумом и калијумом, и означавају типичне стене раних фаза еволуције Хавајских острва. У каснијим фазама ерупције индивидуалних вулкана, изливају се такође алкални базалти, док се у веома касним фазама, након периода ерозије, у веома малим количинама изливају стене неуобичајеног састава, као што је нефелинит. Ове варијације састава магме помогле су у истраживањима механизма рада врућих тачака.